# Мицва
Мицва (от ивр. מִצְוָה‎ — повеление; приказание; указание) — заповедь в иудаизме; также всякое доброе дело. В Торе упомянуты 613 заповедей: 248 предписывающих (мицвот асе или хийувим — обязанности) и 365 запрещающих (мицвот ло-таасе или исурим — запреты). Выполнение мицвот возложено на всех совершеннолетних евреев — мальчиков с 13 лет (после бар-мицвы) и девочек с 12 лет (после бат-мицвы). При выполнении большинства мицвот произносят специальное благословение.

## Смысл заповедей
Вопрос о смысле заповедей вообще и смысле отдельных конкретных заповедей занимал многих выдающихся еврейских мыслителей, таких, как Маймонид, Шимшон Рафаэль Гирш и многих других. В основе заповедей и еврейских народных обрядов лежит развитие гуманности и нравственности среди еврейского народа.